# Kenneth Archibald Holmes-Tarn
Kenneth Archibald Holmes-Tarn, britanski general, * 1898, † 1971.